# Pompeius Probus
 (juillet 2023).
Pompeius Probus (fl. 307-314) était un homme politique de l'Empire romain pendant la Tétrarchie, actif à la cour d’Orient sous les empereurs Galère et Licinius.

## Biographie
Pompeius Probus est membre de la gens Petronia, une famille de l’aristocratie sénatoriale. Son fils Petronius Probianus fut consul en 322, et sa petite-fille fut la poétesse Faltonia Proba.
Vers 307, Probus fut envoyé par Galère comme envoyé à Maxence, avec Licinius. Entre 310 et 314, il est nommé préfet du prétoire d’Orient. Comme il était un homme de la cour d’Orient, sa nomination au consulat, en 310, n’a été reconnue ni par Maxence, qui contrôlait Rome, ni par Constantin Ier, qui régnait sur la Gaule, et n’était donc efficace qu’en Orient.